# Classe Foca
A Classe Foca foi uma classe de submarinos, adquirida pela Marinha Portuguesa para complementar o submarino NRP Espadarte em serviço desde 1913. Os submarinos Foca foram construídos nos mesmos estaleiros do Espadarte, tendo características semelhantes, mas mais aperfeiçoadas.
Juntamente com o Espadarte, os três submarinos da Classe Foca constituiram a primeira esquadrilha de submarinos da Marinha Portuguesa. Esta esquadrilha serviu, durante a Primeira Guerra Mundial, sobretudo em missões de patrulhamento ao largo do porto de Lisboa.
Os navios da classe foram desativados em 1934, com a entrada em serviço dos novos submarinos da Classe Delfim.

## Unidades
| Indicativo visual | Nome         | Serviço     | Observações |
| ----------------- | ------------ | ----------- | ----------- |
| F                 | NRP Foca     | 1917 - 1934 |             |
| G                 | NRP Golfinho | 1917 -1934  |             |
| H                 | NRP Hidra    | 1917 -1934  |             |